# Old Tebay
Old Tebay przysiółek w Anglii, w Kumbrii, w dystrykcie (unitary authority) Westmorland and Furness.